# Medaliści mistrzostw Polski seniorów w rzucie oszczepem

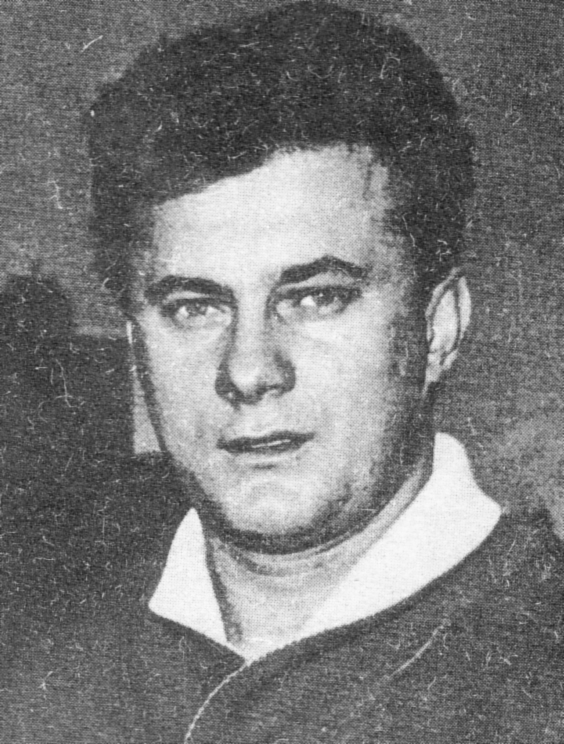
Janusz Sidło – czternastokrotny mistrz Polski seniorów

Medaliści mistrzostw Polski seniorów w rzucie oszczepem – zdobywcy medali seniorskich mistrzostw Polski w konkurencji rzutu oszczepem.
Rzut oszczepem mężczyzn jest rozgrywany na mistrzostwach kraju od ich pierwszej edycji, która miała miejsce w lipcu 1920 roku we Lwowie. Pierwszym w historii mistrzem Polski został zawodnik lwowskiej Pogoni Sławosz Szydłowski, który uzyskał wynik 48,40 ustanawiając tym samym nowy rekord Polski. Uzyskany przez miotacza wynik był lepszy od ustalonego przez Polski Związek Lekkiej Atletyki minimum uprawniającego do startu w igrzyskach olimpijskich w Antwerpii, w związku z czym Szydłowski został uznany mistrzem kraju (tytuł ten przyznawano wówczas tylko zawodnikom, którzy osiągnęli wyniki lepsze od minimum olimpijskiego). Kolejny rekord Polski w rzucie oszczepem podczas krajowego czempionatu padł 97 lat później, w 2017
Najbardziej utytułowanym zawodnikiem wśród startujących w mistrzostwach Polski jest Janusz Sidło, który zdobył najwięcej medali krajowego czempionatu – dziewiętnaście, w tym czternaście złotych. W latach 1951 – 1967 Sidło rokrocznie stawał na podium mistrzostw kraju, a od 1951 do 1961 zdobył jedenaście tytułów mistrzowskich z rzędu – podobnej sztuki nie udało się dokonać nikomu innemu. Drugim zawodnikiem w klasyfikacji medalowej wszech czasów jest Dariusz Trafas, który zdobył osiem złotych, sześć srebrnych i jeden brązowy medal stając na podium mistrzostw rokrocznie od 1992 do 2006 roku.
Aktualny rekord mistrzostw Polski seniorów w rzucie oszczepem wynosi 88,09 i został ustanowiony przez Marcina Krukowskiego podczas czempionatu w Białymstoku 21 lipca 2017 roku. Najlepszy wyniki starym modelem oszczepu, który obowiązywał do 1985 roku – 87,54 – uzyskał 27 czerwca 1983 w Bydgoszczy Dariusz Adamus.

## Medaliści
| NR – rekord kraju \| PB – rekord życiowy \| SB – najlepszy wynik w sezonie \| NL – najlepszy wynik w polskich tabelach w sezonie |

| Mistrzostwa              | 1. miejsce                                 | Rezultat          | 2. miejsce                                 | Rezultat     | 3. miejsce                                     | Rezultat    |
| Lwów 1920                | Sławosz Szydłowski Pogoń Lwów              | 48,40 NR SB PB NL | Tadeusz Kirchner Czarni Lwów               |              |                                                |             |
| Lwów 1921                | Sławosz Szydłowski Pogoń Lwów              | 39,93             | Jan Grankowski Lechia Lwów                 | 37,00        | Florian Balcerkiewicz WKS Warszawa             | 34,78 SB PB |
| Warszawa 1922            | Sławosz Szydłowski Pogoń Lwów              | 49,975            | Julian Gruner AZS Warszawa                 | 48,89        | Ludwik Chełmicki AZS Warszawa                  | 44,20       |
| Warszawa 1923            | Sławosz Szydłowski Pogoń Lwów              | 51,65             | Julian Gruner AZS Warszawa                 | 44,46        | Ludwik Chełmicki AZS Warszawa                  | 44,32       |
| Warszawa 1924            | Sławosz Szydłowski AZS Warszawa            | 51,45             | Antoni Cejzik Polonia Warszawa             | 45,37        | Julian Gruner AZS Warszawa                     | 44,28       |
| Kraków 1925              | Julian Gruner AZS Warszawa                 | 53,31             | Sławosz Szydłowski AZS Warszawa            | 50,34        | Leon Urbaniak Warta Poznań                     | 44,49       |
| Warszawa 1926            | Julian Gruner AZS Warszawa                 | 52,80             | Sławosz Szydłowski AZS Warszawa            | 50,63        | Leon Urbaniak Warta Poznań                     | 48,20       |
| Warszawa 1927            | Józef Smakulski Pogoń Lwów                 | 49,27             | Julian Gruner AZS Warszawa                 | 48,30        | Sławosz Szydłowski AZS Warszawa                | 47,40       |
| Warszawa 1928            | Stanisław Buchała Cracovia                 | 54,03             | Władysław Dobrowolski AZS Warszawa         | 52,06        | Leon Urbaniak Warta Poznań                     | 50,92       |
| Poznań 1929              | Władysław Dobrowolski AZS Warszawa         | 54,60             | Stanisław Buchała Cracovia                 | 53,25        | Leon Urbaniak Warta Poznań                     | 50,92       |
| Warszawa 1930            | Władysław Mikrut Sokół Koronowo            | 57,00             | Edward Luckhaus ZMW Białystok              | 54,10        | Stanisław Buchała Cracovia                     | 54,09       |
| Królewska Huta 1931      | Franciszek Mikrut Sokół Koronowo           | 57,13             | Alojzy Żyłka Sokół Królewska Huta          | 55,955 SB PB | Władysław Mikrut Sokół Bydgoszcz               | 55,885      |
| Warszawa 1932            | Walter Turczyk AZS Poznań                  | 60,42             | Franciszek Mikrut Warta Poznań             | 59,55        | Władysław Mikrut Sokół Bydgoszcz               | 56,39       |
| Bydgoszcz 1933           | Walter Turczyk Warta Poznań                | 59,86             | Władysław Mikrut Sokół Bydgoszcz           | 55,44        | Józef Leśkiewicz KSZO Ostrowiec                | 53,10       |
| Poznań 1934              | Eugeniusz Lokajski Warszawianka Warszawa   | 62,86             | Walter Turczyk Warta Poznań                | 59,97        | Leon Wojtkiewicz AZS Warszawa                  | 57,90       |
| Białystok 1935           | Walter Turczyk Warta Poznań                | 61,91             | Eugeniusz Lokajski Warszawianka Warszawa   | 59,72        | Władysław Mikrut Sokół Bydgoszcz               | 54,78       |
| Wilno 1936               | Leon Wojtkiewicz Śmigły Wilno              | 58,44             | Józef Dziadul Strzelec Wilno               | 52,95        | Medard Gburczyk AZS Poznań                     | 51,15       |
| Chorzów 1937             | Walter Turczyk Warta Poznań                | 63,90             | Eugeniusz Lokajski Warszawianka Warszawa   | 60,09        | Medard Gburczyk Warszawianka Warszawa          | 59,96       |
| Warszawa 1938            | Witold Gerutto Warszawianka Warszawa       | 57,12             | Franciszek Mikrut Sokół Bydgoszcz          | 56,93        | Medard Gburczyk Warszawianka Warszawa          | 55,43       |
| Poznań 1939              | Franciszek Mikrut Sokół Gdynia             | 58,64             | Witold Gerutto Warszawianka Warszawa       | 58,63        | Medard Gburczyk Warszawianka Warszawa          | 57,86       |
| 1940-1944                | nie rozgrywano                             |                   |                                            |              |                                                |             |
| Łódź 1945                | Medard Gburczyk ZWM Bydgoszcz              | 57,67 SB NL       | Witold Gerutto BOS Warszawa                | 53,54        | Franciszek Mikrut HKS Bydgoszcz                | 53,40       |
| Kraków 1946              | Witold Gerutto Syrena Warszawa             | 55,96 SB          | Franciszek Mikrut HKS Bydgoszcz            | 50,41        | Wilhelm Kornalewski Pomorzanin Toruń           | 47,77 SB    |
| Warszawa 1947            | Witold Gerutto Syrena Warszawa             | 53,13             | Antoni Mrożewski AZS Łódź                  | 52,05 SB     | Herbert Szendzielorz Lignoza Krywałd           | 50,92       |
| Poznań 1948              | Witold Gerutto Syrena Warszawa             | 52,90             | Antoni Nowak Warta Poznań                  | 49,54        | Medard Gburczyk Syrena Warszawa                | 48,77       |
| Gdańsk 1949              | Herbert Szendzielorz Unia Krywałd          | 55,42 SB          | Zygmunt Szelest Ogniwo Warszawa            | 53,50        | Edmund Leszczyc-Sumiński AZS Poznań            | 53,06       |
| Kraków 1950              | Zbigniew Garncarczyk Unia Łódź             | 57,09             | Czesław Kujawa AZS-AWF Warszawa            | 56,78        | Medard Gburczyk Ogniwo Warszawa                | 54,54       |
| Warszawa 1951            | Janusz Sidło Spójnia Gdańsk                | 63,01             | Czesław Kujawa CWKS Warszawa               | 57,29        | Edmund Leszczyc-Sumiński AZS Poznań            | 54,88       |
| Wrocław 1952             | Janusz Sidło Spójnia Gdańsk                | 64,38             | Zbigniew Radziwonowicz Ogniwo Warszawa     | 64,37        | Andrzej Walczak Stal Wrocław                   | 62,00       |
| Warszawa 1953            | Janusz Sidło Spójnia Gdańsk                | 69,80             | Zbigniew Radziwonowicz Ogniwo Warszawa     | 65,11        | Marian Dobija Gwardia Warszawa                 | 58,95       |
| Warszawa 1954            | Janusz Sidło Spójnia Gdańsk                | 72,05             | Zbigniew Radziwonowicz Ogniwo Warszawa     | 67,48        | Jan Kopyto Unia Zielona Góra                   | 64,47       |
| Łódź 1955                | Janusz Sidło Spójnia Warszawa              | 78,42             | Andrzej Walczak Kolejarz Wrocław           | 73,70        | Zbigniew Radziwonowicz Spójnia Warszawa        | 70,40       |
| Zabrze 1956              | Janusz Sidło Spójnia Warszawa              | 78,02             | Andrzej Walczak Odra Wrocław               | 75,43        | Zbigniew Radziwonowicz CWKS Warszawa           | 71,77       |
| Poznań 1957              | Janusz Sidło Sparta Warszawa               | 79,88             | Tadeusz Paprocki AZS Warszawa              | 73,48        | Zbigniew Radziwonowicz Legia Warszawa          | 70,03       |
| Bydgoszcz 1958           | Janusz Sidło Sparta Warszawa               | 77,16             | Zbigniew Radziwonowicz Legia Warszawa      | 73,93        | Jan Kopyto AZS Warszawa                        | 73,06       |
| Gdańsk 1959              | Janusz Sidło Sparta Warszawa               | 80,81             | Zbigniew Radziwonowicz Legia Warszawa      | 73,62        | Marian Machowina Lechia Gdańsk                 | 69,64       |
| Olsztyn 1960             | Janusz Sidło Sparta Warszawa               | 78,73             | Zbigniew Radziwonowicz Legia Warszawa      | 73,00        | Ryszard Patelka Zawisza Bydgoszcz              | 70,08       |
| Nowa Huta 1961           | Janusz Sidło Sparta Warszawa               | 78,16             | Władysław Nikiciuk AZS Warszawa            | 76,63        | Zbigniew Radziwonowicz Legia Warszawa          | 75,17       |
| Warszawa 1962            | Władysław Nikiciuk AZS Warszawa            | 78,36 SB          | Janusz Sidło Spójnia Warszawa              | 77,55        | Marian Machowina Zawisza Bydgoszcz             | 76,07       |
| Bydgoszcz 1963           | Janusz Sidło Sparta Warszawa               | 80,30             | Zbigniew Radziwonowicz Legia Warszawa      | 77,56 SB PB  | Józef Głogowski AZS Warszawa                   | 76,19       |
| Warszawa 1964            | Władysław Nikiciuk AZS Warszawa            | 84,49 SB PB       | Janusz Sidło Sparta Warszawa               | 82,14        | Zbigniew Radziwonowicz Legia Warszawa          | 75,67       |
| Szczecin 1965            | Józef Głogowski AZS Warszawa               | 79,12             | Janusz Sidło Sparta Warszawa               | 77,72        | Jerzy Bula Start Rybnik                        | 76,40       |
| Poznań 1966              | Janusz Sidło Sparta Warszawa               | 83,12             | Jerzy Bula Unia Krywałd                    | 73,92        | Aleksander Saków Pomorze Stargard Szczeciński  | 71,64       |
| Chorzów 1967             | Władysław Nikiciuk Gwardia Warszawa        | 82,92 SB          | Józef Głogowski AZS Warszawa               | 79,88 SB     | Janusz Sidło Spójnia Warszawa                  | 77,76       |
| Zielona Góra 1968        | Władysław Nikiciuk Gwardia Warszawa        | 85,72             | Józef Głogowski AZS Warszawa               | 77,80        | Arkadiusz Lechowicz AZS Poznań                 | 74,34       |
| Kraków 1969              | Janusz Sidło Spójnia Warszawa              | 81,86             | Władysław Nikiciuk Gwardia Warszawa        | 81,80        | Zygmunt Jałoszyński MKS-AZS Warszawa           | 74,68       |
| Warszawa 1970            | Władysław Nikiciuk Gwardia Warszawa        | 83,14             | Janusz Sidło Spójnia Warszawa              | 80,42        | Wiesław Sierański Zawisza Bydgoszcz            | 77,60       |
| Warszawa 1971            | Władysław Nikiciuk Gwardia Warszawa        | 81,86             | Bernard Werner Zjednoczenie Olsztyn        | 79,58 SB PB  | Lech Krupiński Skra Warszawa                   | 79,46       |
| Warszawa 1972            | Wiesław Sierański Zawisza Bydgoszcz        | 77,02             | Jacek Damszel Skra Warszawa                | 76,06        | Lech Krupiński Skra Warszawa                   | 75,48       |
| Warszawa 1973            | Władysław Nikiciuk Gwardia Warszawa        | 77,12             | Bernard Werner MKS-AZS Warszawa            | 76,56        | Jacek Damszel Skra Warszawa                    | 76,12       |
| Warszawa 1974            | Bernard Werner MKS-AZS Warszawa            | 77,38             | Piotr Bielczyk Legia Warszawa              | 75,06        | Wiesław Sierański Zawisza Bydgoszcz            | 74,05       |
| Bydgoszcz 1975           | Piotr Bielczyk SZS-AZS Warszawa            | 80,36             | Zygmunt Jałoszyński Legia Warszawa         | 80,00 SB     | Wiesław Sierański Zawisza Bydgoszcz            | 79,08       |
| Bydgoszcz 1976           | Piotr Bielczyk SZS-AZS Warszawa            | 83,36             | Jacek Damszel Skra Warszawa                | 78,46        | Bernard Werner SZS-AZS Warszawa                | 76,82       |
| Bydgoszcz 1977           | Piotr Bielczyk AZS-AWF Warszawa            | 83,08             | Jacek Damszel Skra Warszawa                | 81,50 SB     | Edward Szczepanek Górnik Wałbrzych             | 78,26 SB PB |
| Warszawa 1978            | Roman Zwierzchowski Zawisza Bydgoszcz      | 82,30             | Piotr Bielczyk AZS-AWF Warszawa            | 82,28        | Bernard Werner Bałtyk Gdynia                   | 78,88       |
| Poznań 1979              | Piotr Bielczyk AZS-AWF Warszawa            | 83,56             | Bernard Werner Bałtyk Gdynia               | 80,58        | Jacek Kłosiński AZS-AWF Warszawa               | 76,10 SB PB |
| Łódź 1980                | Dariusz Adamus Śląsk Wrocław               | 85,00             | Bernard Werner Bałtyk Gdynia               | 78,18        | Stanisław Górak Lechia Gdańsk                  | 77,24       |
| Zabrze 1981              | Michał Wacławik Limanovia Limanowa         | 83,44 SB          | Piotr Bielczyk AZS-AWF Warszawa            | 80,62        | Bernard Werner Bałtyk Gdynia                   | 76,84       |
| Lublin 1982              | Michał Wacławik Limanovia Limanowa         | 80,84 SB          | Stanisław Górak Lechia Gdańsk              | 79,58        | Bernard Werner Bałtyk Gdynia                   | 77,90 SB    |
| Bydgoszcz 1983           | Dariusz Adamus Śląsk Wrocław               | 87,54 SB PB       | Stanisław Górak Lechia Gdańsk              | 81,34        | Mirosław Szybowski AZS-AWF Gorzów Wielkopolski | 80,92 SB PB |
| Lublin 1984              | Stanisław Witek Gryf Słupsk                | 82,04 SB PB       | Zbigniew Bednarski Olimpia Poznań          | 81,66        | Stanisław Żabiński Górnik Zabrze               | 79,26 SB    |
| Bydgoszcz 1985           | Mirosław Szybowski Gryf Słupsk             | 83,80             | Zbigniew Bednarski Olimpia Poznań          | 79,56        | Michał Wacławik Hutnik Kraków                  | 78,74       |
| Grudziądz 1986           | Stanisław Górak Lechia Gdańsk              | 77,78             | Mirosław Szybowski Gryf Słupsk             | 73,94        | Stanisław Witek Gryf Słupsk                    | 71,48       |
| Poznań 1987              | Mirosław Witek Gryf Słupsk                 | 77,14             | Stanisław Witek Gryf Słupsk                | 76,10        | Mirosław Szybowski Gryf Słupsk                 | 76,04       |
| Grudziądz 1988           | Mirosław Witek Gryf Słupsk                 | 75,44             | Mirosław Baraniak Górnik Brzeszcze         | 74,38 SB PB  | Mirosław Kętrzyński Lechia Gdańsk              | 74,04       |
| Kraków 1989              | Stanisław Witek Gryf Słupsk                | 73,72             | Mirosław Kętrzyński Lechia Gdańsk          | 71,30        | Mirosław Witek Gryf Słupsk                     | 70,30       |
| Piła 1990                | Stanisław Witek Gryf Słupsk                | 76,60             | Czesław Uhl Oleśniczanka Oleśnica          | 74,56        | Mirosław Szybowski Gryf Słupsk                 | 73,18       |
| Kielce 1991              | Czesław Uhl Oleśniczanka Oleśnica          | 71,90             | Ireneusz Karasiński Zagłębie Lubin         | 71,68        | Rajmund Kółko Zagłębie Lubin                   | 71,60       |
| Warszawa 1992            | Rajmund Kółko Zagłębie Lubin               | 74,42             | Mirosław Baraniak Górnik Brzeszcze         | 74,26        | Dariusz Trafas AZS Poznań                      | 73,50       |
| Kielce 1993              | Tomasz Damszel Skra Warszawa               | 77,60 SB PB       | Dariusz Trafas AZS Poznań                  | 75,00        | Mirosław Witek Gryf Słupsk                     | 72,94       |
| Piła 1994                | Mirosław Witek Gryf Słupsk                 | 80,74 NL SB PB    | Dariusz Trafas Sztorm Kołobrzeg            | 77,66        | Tomasz Damszel Skra Warszawa                   | 77,40       |
| Warszawa 1995            | Rajmund Kółko Górnik Polkowice             | 75,74             | Dariusz Trafas Sztorm Kołobrzeg            | 75,46        | Tomasz Damszel Skra Warszawa                   | 74,90       |
| Piła 1996                | Dariusz Trafas Sztorm Kołobrzeg            | 78,06 SB          | Mirosław Witek Gryf Słupsk                 | 76,36        | Rajmund Kółko Górnik Polkowice                 | 75,96       |
| Bydgoszcz 1997           | Rajmund Kółko Górnik Polkowice             | 77,50             | Dariusz Trafas Sztorm Kołobrzeg            | 75,92        | Grzegorz Krasiński Skra Warszawa               | 74,04       |
| Wrocław 1998             | Dariusz Trafas Browar Schöller Namysłów    | 79,72 SB          | Grzegorz Krasiński Skra Warszawa           | 77,79 SB     | Rajmund Kółko Górnik Polkowice                 | 77,06       |
| Kraków 1999              | Dariusz Trafas ZKS Schöller Namysłów       | 80,04 SB          | Mariusz Roszkowski AZS-AWF Biała Podlaska  | 77,82 SB PB  | Rajmund Kółko Skra Warszawa                    | 75,03       |
| Kraków 2000              | Grzegorz Krasiński Skra Warszawa           | 81,94 SB          | Dariusz Trafas AZS-AWF Gorzów Wielkopolski | 81,88        | Rajmund Kółko Skra Warszawa                    | 80,03       |
| Bydgoszcz 2001           | Dariusz Trafas AZS-AWF Gorzów Wielkopolski | 81,89             | Rajmund Kółko Skra Warszawa                | 78,33        | Tomasz Damszel Skra Warszawa                   | 77,56 SB    |
| Szczecin 2002            | Dariusz Trafas MZKS Flora Praszka          | 80,74             | Rajmund Kółko Skra Warszawa                | 78,95        | Tomasz Damszel Skra Warszawa                   | 77,05 SB    |
| Bielsko-Biała 2003       | Dariusz Trafas Medicolux Katowice          | 81,98 NL SB       | Rajmund Kółko Skra Warszawa                | 78,48        | Tomasz Damszel Skra Warszawa                   | 77,05       |
| Bydgoszcz 2004           | Rajmund Kółko LKS Polkowice                | 80,45 NL SB       | Dariusz Trafas NKS Namysłów                | 76,60        | Tomasz Damszel NKS Namysłów                    | 74,07       |
| Biała Podlaska 2005      | Dariusz Trafas NKS Namysłów                | 77,55 SB          | Tomasz Damszel NKS Namysłów                | 77,36 SB     | Igor Janik AZS-AWFiS Gdańsk                    | 76,06       |
| Bydgoszcz 2006           | Dariusz Trafas NKS Namysłów                | 77,57 SB          | Rajmund Kółko LKS Polkowice                | 76,30 SB     | Igor Janik AZS-AWFiS Gdańsk                    | 76,30       |
| Poznań 2007              | Igor Janik AZS-AWFiS Gdańsk                | 79,13             | Adrian Markowski Osa Zgorzelec             | 75,50 SB     | Tomasz Damszel NKS Namysłów                    | 74,16 SB    |
| Szczecin 2008            | Igor Janik AZS-AWFiS Gdańsk                | 79,79             | Paweł Rakoczy AZS-AWFiS Gdańsk             | 77,71 SB     | Tomasz Damszel NKS Namysłów                    | 77,11 SB    |
| Bydgoszcz 2009           | Adrian Markowski Osa Zgorzelec             | 84,85 NL SB PB    | Igor Janik AZS-AWFiS Gdańsk                | 77,53        | Piotr Frąckiewicz ZLKL Zielona Góra            | 76,45       |
| Bielsko-Biała 2010       | Igor Janik AZS-AWFiS Gdańsk                | 78,59             | Paweł Roziński SKLA Słupsk                 | 77,40        | Robert Szpak SL WKS Zawisza Bydgoszcz          | 75,18       |
| Bydgoszcz 2011           | Łukasz Grzeszczuk AZS-AWF Warszawa         | 79,73             | Paweł Rakoczy AZS-AWFiS Gdańsk             | 79,33        | Igor Janik AZS-AWFiS Gdańsk                    | 79,14       |
| Bielsko-Biała 2012       | Igor Janik AZS-AWFiS Gdańsk                | 81,31             | Paweł Roziński SKLA Słupsk                 | 78,48 SB     | Łukasz Grzeszczuk AZS-AWF Warszawa             | 77,67       |
| Toruń 2013               | Hubert Chmielak AZS-AWFiS Gdańsk           | 80,28 PB          | Łukasz Grzeszczuk Skra Warszawa            | 77,95        | Igor Janik AZS-AWFiS Gdańsk                    | 75,85       |
| Szczecin 2014            | Łukasz Grzeszczuk Skra Warszawa            | 81,40             | Marcin Krukowski Warszawianka              | 78,15        | Paweł Roziński SKLA Słupsk                     | 76,96       |
| Kraków 2015              | Marcin Krukowski Warszawianka              | 80,76             | Krystian Bondarenko AZS-AWFiS Gdańsk       | 78,06 PB     | Marcin Plener Skra Warszawa                    | 76,61 SB    |
| Bydgoszcz 2016           | Marcin Krukowski Warszawianka              | 83,63             | Łukasz Grzeszczuk Skra Warszawa            | 82,99        | Kacper Oleszczuk Polonia Pasłęk                | 78,57       |
| Białystok 2017           | Marcin Krukowski Warszawianka              | 88,09 NR          | Hubert Chmielak AZS AWFiS Gdańsk           | 79,50        | Łukasz Grzeszczuk Warszawianka                 | 77,65       |
| Lublin 2018              | Marcin Krukowski Warszawianka              | 82,87             | Cyprian Mrzygłód AZS-AWFiS Gdańsk          | 80,76        | Dawid Kościów Jantar Ustka                     | 80,64 PB    |
| Radom 2019               | Marcin Krukowski Warszawianka              | 78,70             | Mateusz Kwaśniewski ULKS Uczniak Szprotawa | 77,16        | Hubert Chmielak AZS-AWFiS Gdańsk               | 76,41       |
| Włocławek 2020           | Marcin Krukowski Warszawianka              | 83,51             | Cyprian Mrzygłód AZS-AWFiS Gdańsk          | 76,86        | Hubert Chmielak LUKS Hańcza Suwałki            | 76,52       |
| Poznań 2021              | Marcin Krukowski Warszawianka              | 83,86             | Cyprian Mrzygłód AZS-AWFiS Gdańsk          | 78,20        | Mateusz Kwaśniewski AZS UMCS Lublin            | 76,86       |
| Suwałki 2022             | Marcin Krukowski Warszawianka              | 80,44 PB          | Eryk Kołodziejczak LUKS Start Nakło        | 78,22 PB     | Piotr Lebioda LUKS Hańcza Suwałki              | 78,01       |
| Gorzów Wielkopolski 2023 | Cyprian Mrzygłód AZS-AWFiS Gdańsk          | 79,80             | Dawid Wegner LUKS Start Nakło              | 78,76        | Marcin Krukowski KS Warszawianka               | 77,43       |
| Bydgoszcz 2024           | Marcin Krukowski KS Warszawianka           | 81,31             | Cyprian Mrzygłód ALKS AJP Gorzów Wlkp.     | 80,37        | Mateusz Kwaśniewski AZS UMCS Lublin            | 76,11       |

## Klasyfikacja medalowa

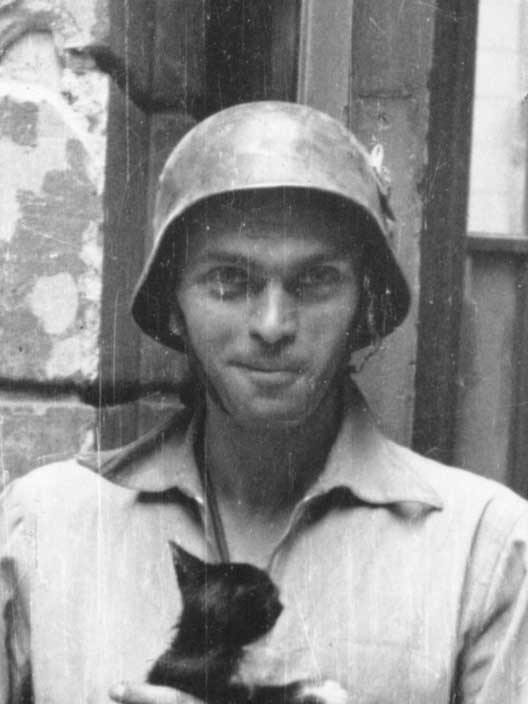
W 1934 roku mistrzem kraju został Eugeniusz Lokajski

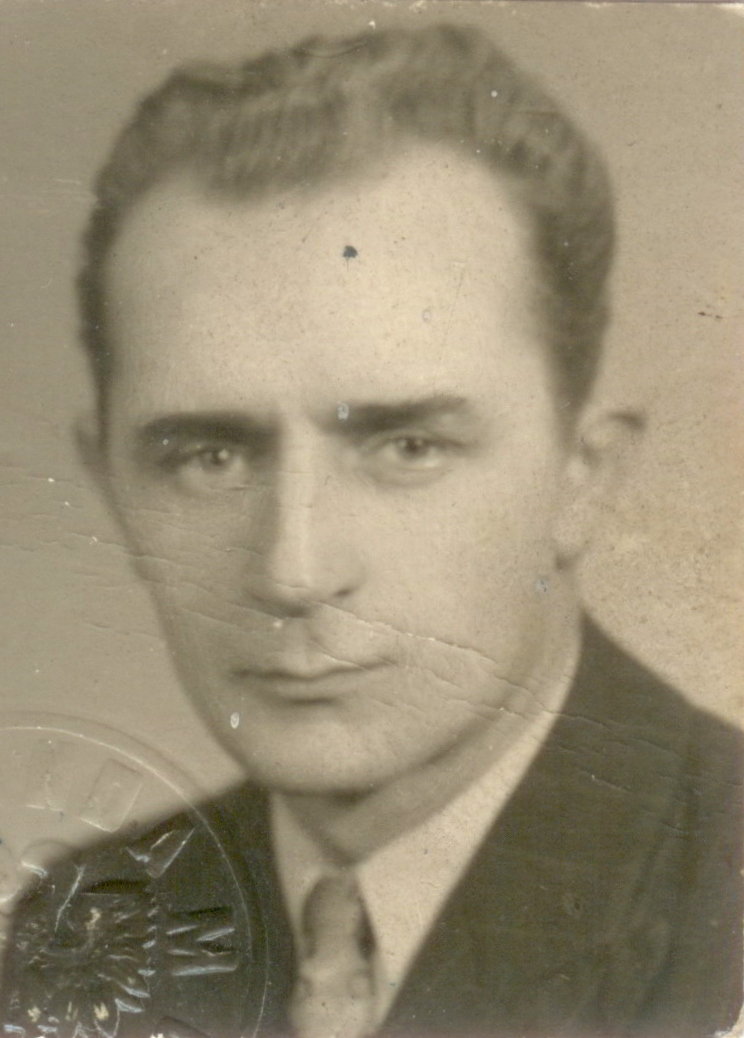
Herbert Szendzielorz zdobył złoty medal w 1949 roku

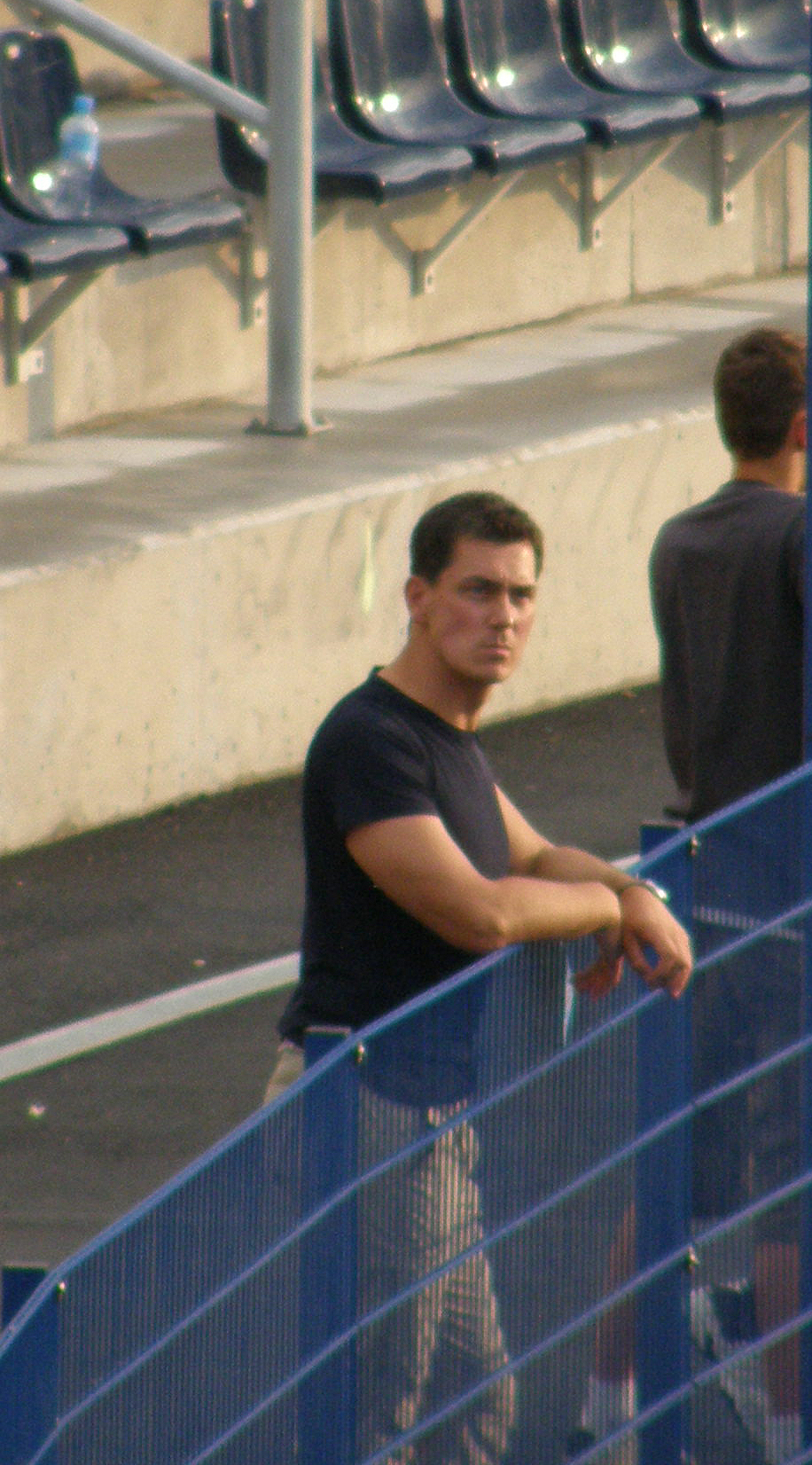
Dariusz Trafas – ośmiokrotny mistrz Polski seniorów

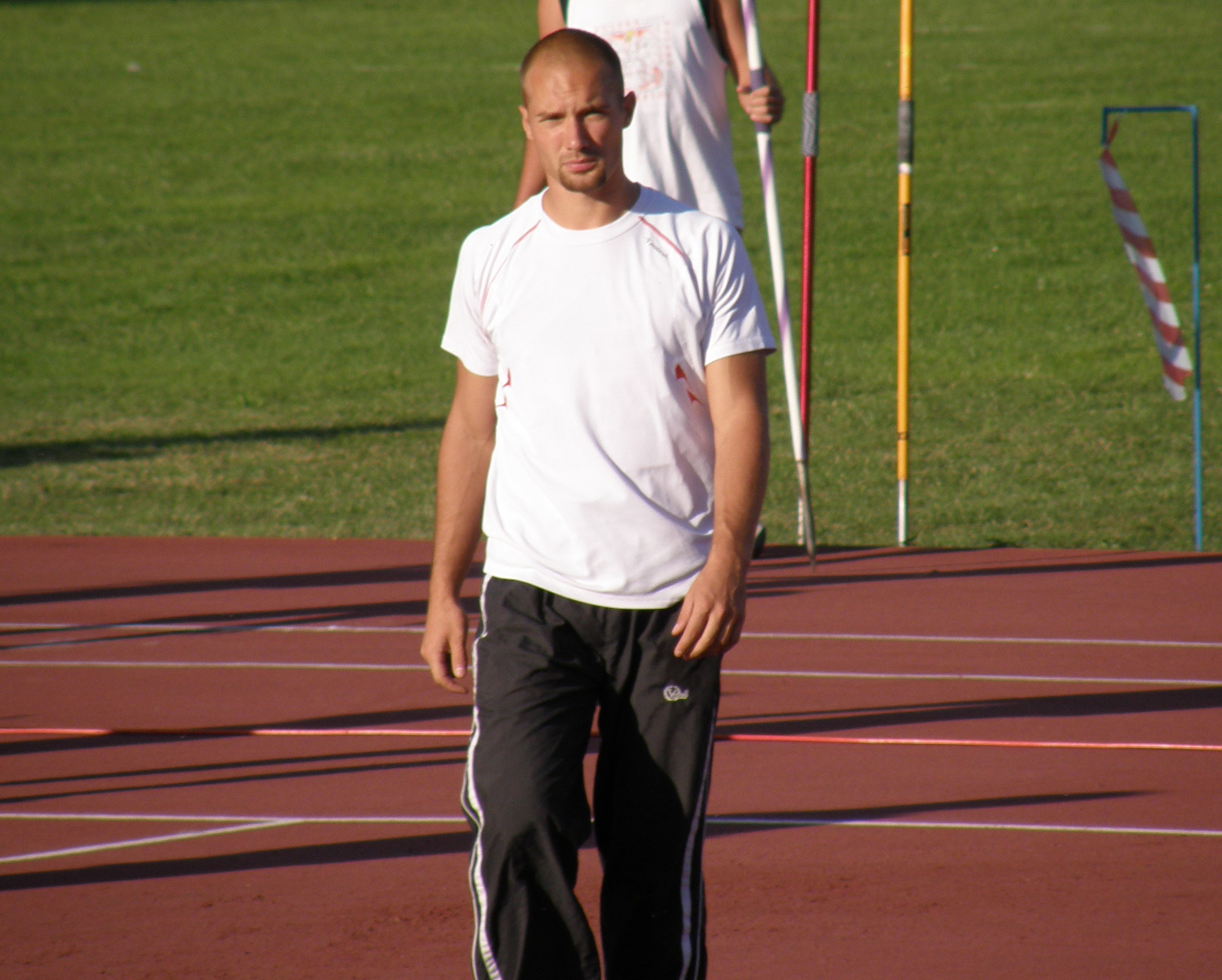
Łukasz Grzeszczuk – mistrz Polski z 2011 i 2014

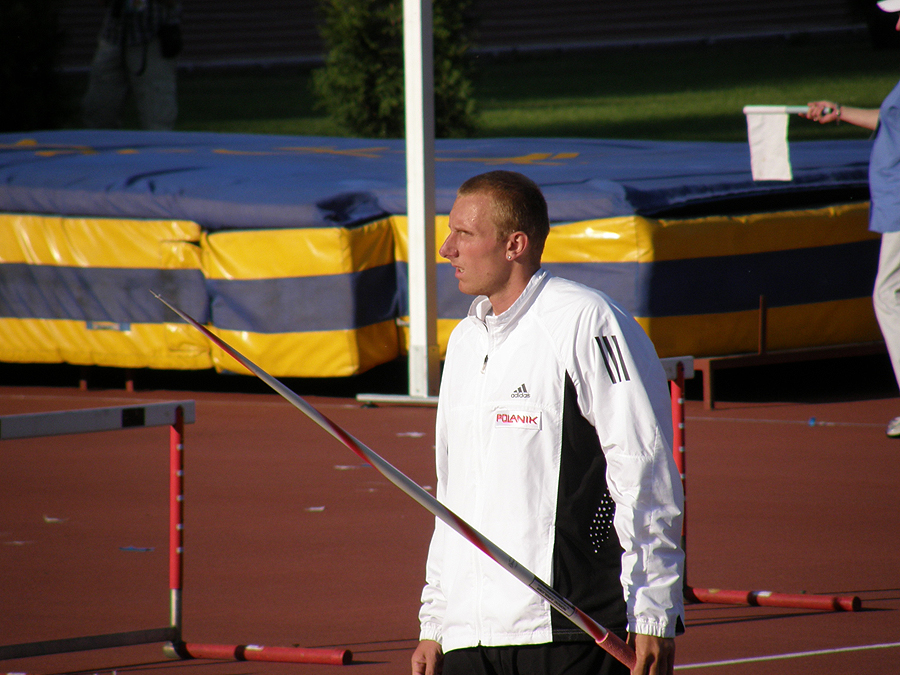
Igor Janik – czterokrotny mistrz Polski seniorów

W historii mistrzostw Polski seniorów na podium tej imprezy stanęło w sumie 87 oszczepników. Najwięcej medali – 19 – wywalczył Janusz Sidło. W tabeli kolorem wyróżniono zawodników, którzy wciąż są czynnymi lekkoatletami.
| Lp. | Zawodnik                 | Złoto | Srebro | Brąz | Razem |
| 1.  | Janusz Sidło             | 14    | 4      | 1    | 19    |
| 2.  | Marcin Krukowski         | 9     | 1      | 1    | 11    |
| 3.  | Dariusz Trafas           | 8     | 6      | 1    | 15    |
| 4.  | Władysław Nikiciuk       | 7     | 2      | 0    | 9     |
| 5.  | Sławosz Szydłowski       | 5     | 2      | 1    | 8     |
| 6.  | Rajmund Kółko            | 4     | 4      | 5    | 13    |
| 7.  | Piotr Bielczyk           | 4     | 3      | 0    | 7     |
| 8.  | Witold Gerutto           | 4     | 2      | 0    | 6     |
| 9.  | Igor Janik               | 4     | 1      | 4    | 9     |
| 10. | Walter Turczyk           | 4     | 1      | 0    | 5     |
| 11. | Mirosław Witek           | 3     | 1      | 2    | 6     |
| 12. | Stanisław Witek          | 3     | 1      | 1    | 5     |
| 13. | Julian Gruner            | 2     | 3      | 1    | 6     |
| 14. | Franciszek Mikrut        | 2     | 3      | 1    | 6     |
| 15. | Łukasz Grzeszczuk        | 2     | 2      | 2    | 6     |
| 16. | Michał Wacławik          | 2     | 0      | 1    | 3     |
| 17. | Dariusz Adamus           | 2     | 0      | 0    | 2     |
| 18. | Bernard Werner           | 1     | 4      | 4    | 9     |
| 19. | Cyprian Mrzygłód         | 1     | 4      | 0    | 5     |
| 20. | Józef Głogowski          | 1     | 2      | 1    | 4     |
| 21. | Stanisław Górak          | 1     | 2      | 1    | 4     |
| 22. | Eugeniusz Lokajski       | 1     | 2      | 0    | 3     |
| 23. | Tomasz Damszel           | 1     | 1      | 8    | 10    |
| 24. | Władysław Mikrut         | 1     | 1      | 3    | 5     |
| 24. | Mirosław Szybowski       | 1     | 1      | 3    | 5     |
| 26. | Hubert Chmielak          | 1     | 1      | 2    | 4     |
| 27. | Stanisław Buchała        | 1     | 1      | 1    | 3     |
| 27. | Grzegorz Krasiński       | 1     | 1      | 1    | 3     |
| 29. | Władysław Dobrowolski    | 1     | 1      | 0    | 2     |
| 29. | Adrian Markowski         | 1     | 1      | 0    | 2     |
| 29. | Czesław Uhl              | 1     | 1      | 0    | 2     |
| 32. | Medard Gburczyk          | 1     | 0      | 6    | 7     |
| 33. | Wiesław Sierański        | 1     | 0      | 3    | 4     |
| 34. | Herbert Szendzielorz     | 1     | 0      | 1    | 2     |
| 34. | Leon Wojtkiewicz         | 1     | 0      | 1    | 2     |
| 36. | Zbigniew Garncarczyk     | 1     | 0      | 0    | 1     |
| 36. | Józef Smakulski          | 1     | 0      | 0    | 1     |
| 36. | Roman Zwierzchowski      | 1     | 0      | 0    | 1     |
| 39. | Zbigniew Radziwonowicz   | 0     | 7      | 5    | 12    |
| 40. | Jacek Damszel            | 0     | 3      | 1    | 4     |
| 41. | Paweł Roziński           | 0     | 2      | 1    | 3     |
| 41. | Andrzej Walczak          | 0     | 2      | 1    | 3     |
| 43. | Mirosław Baraniak        | 0     | 2      | 0    | 2     |
| 43. | Zbigniew Bednarski       | 0     | 2      | 0    | 2     |
| 43. | Czesław Kujawa           | 0     | 2      | 0    | 2     |
| 43. | Paweł Rakoczy            | 0     | 2      | 0    | 2     |
| 44. | Mateusz Kwaśniewski      | 0     | 1      | 2    | 3     |
| 48. | Jerzy Bula               | 0     | 1      | 1    | 2     |
| 48. | Zygmunt Jałoszyński      | 0     | 1      | 1    | 2     |
| 48. | Mirosław Kętrzyński      | 0     | 1      | 1    | 2     |
| 51. | Krystian Bondarenko      | 0     | 1      | 0    | 1     |
| 51. | Antoni Cejzik            | 0     | 1      | 0    | 1     |
| 51. | Józef Dziadul            | 0     | 1      | 0    | 1     |
| 51. | Jan Grankowski           | 0     | 1      | 0    | 1     |
| 51. | Ireneusz Karasiński      | 0     | 1      | 0    | 1     |
| 51. | Tadeusz Kirchner         | 0     | 1      | 0    | 1     |
| 51. | Eryk Kołodziejczak       | 0     | 1      | 0    | 1     |
| 51. | Edward Luckhaus          | 0     | 1      | 0    | 1     |
| 51. | Antoni Mrożewski         | 0     | 1      | 0    | 1     |
| 51. | Antoni Nowak             | 0     | 1      | 0    | 1     |
| 51. | Tadeusz Paprocki         | 0     | 1      | 0    | 1     |
| 51. | Mariusz Roszkowski       | 0     | 1      | 0    | 1     |
| 51. | Zygmunt Szelest          | 0     | 1      | 0    | 1     |
| 51. | Daniel Wegner            | 0     | 1      | 0    | 1     |
| 51. | Alojzy Żyłka             | 0     | 1      | 0    | 1     |
| 66. | Leon Urbaniak            | 0     | 0      | 4    | 4     |
| 67. | Ludwik Chełmicki         | 0     | 0      | 2    | 2     |
| 67. | Jan Kopyto               | 0     | 0      | 2    | 2     |
| 67. | Lech Krupiński           | 0     | 0      | 2    | 2     |
| 67. | Edmund Leszczyc-Sumiński | 0     | 0      | 2    | 2     |
| 67. | Marian Machowina         | 0     | 0      | 2    | 2     |
| 72. | Florian Balcerkiewicz    | 0     | 0      | 1    | 1     |
| 72. | Marian Dobija            | 0     | 0      | 1    | 1     |
| 72. | Piotr Frąckiewicz        | 0     | 0      | 1    | 1     |
| 72. | Jacek Kłosiński          | 0     | 0      | 1    | 1     |
| 72. | Wilhelm Kornalewski      | 0     | 0      | 1    | 1     |
| 72. | Dawid Kościów            | 0     | 0      | 1    | 1     |
| 72. | Piotr Lebioda            | 0     | 0      | 1    | 1     |
| 72. | Arkadiusz Lechowicz      | 0     | 0      | 1    | 1     |
| 72. | Józef Leśkiewicz         | 0     | 0      | 1    | 1     |
| 72. | Kacper Oleszczuk         | 0     | 0      | 1    | 1     |
| 72. | Ryszard Patelka          | 0     | 0      | 1    | 1     |
| 72. | Marcin Plener            | 0     | 0      | 1    | 1     |
| 72. | Aleksander Saków         | 0     | 0      | 1    | 1     |
| 72. | Edward Szczepanek        | 0     | 0      | 1    | 1     |
| 72. | Robert Szpak             | 0     | 0      | 1    | 1     |
| 72. | Stanisław Żabiński       | 0     | 0      | 1    | 1     |